# Militello in Val di Catania
Militello in Val di Catania là một đô thị ở tỉnh Catania trong vùng Sicilia, có khoảng cách khoảng 160 km về phía đông nam của Palermo và cách khoảng 35 km về phía tây nam của Catania, bên sườn đông của dãy núi Iblea.
Militello in Val di Catania giáp các đô thị: Francofonte, Lentini, Mineo, Palagonia, Scordia, Vizzini.